# Arichanna pergracilis
Arichanna pergracilis là một loài bướm đêm trong họ Geometridae.